# Parafia Nawiedzenia Najświętszej Maryi Panny w Wiszniewie
Parafia Nawiedzenia Najświętszej Maryi Panny w Wiszniewie – rzymskokatolicka parafia znajdująca się w archidiecezji mińsko-mohylewskiej, w dekanacie wołożyńskim, na Białorusi.

## Historia
Parafia erygowana w 1424. Wtedy też powstał drewniany kościół. W latach 1626–1641 wzniesiono obecną, murowaną świątynię, poddaną przebudowie w 1906. Przez długi okres Wiszniew był stolicą dekanatu diecezji wileńskiej. W II połowie XIX w. należało do niego 12 parafii, a przed II wojną światową 14 parafii.
Parafia przez cały okres swej historii funkcjonowała – nie została zamknięta ani przez władze carskie w akcji masowej likwidacji parafii katolickich po powstaniu styczniowym, ani przez władze sowieckie. 
W 1953 r. po powrocie z łagrów proboszczem został o. Uładzisław Czarniauski MIC. Dokonał on przekładu Pisma Świętego na język białoruski. Podczas audiencji w Rzymie w 1968 r. jego pracę nad przekładami pobłogosławił papież Paweł VI. O. Uładzisław Czarniauski zmarł 22 grudnia 2001 r. i został pochowany obok kościoła parafialnego w Wiszniewie. Uroczystościom pogrzebowym przewodniczył ks. kard. Kazimierz Świątek w asyście ks. bp. Cyryla Klimowicza oraz archim. Sergiusza Gajka MIC. 